# Masoveria de la Vila
La Masoveria de la Vila és una obra de Viladrau (Osona) inclosa a l'Inventari del Patrimoni Arquitectònic de Catalunya.

## Descripció
Masia de planta quadrada (12x12) coberta a quatre vessants presentant una llucana a sota el carener. La façana més utilitzada és la situada a tramuntana, adossada parcialment al pendent del terreny donant a peu de primer pis. Consta de planta, dos pisos i un cos de corts de planta rectangular (14x9), de planta i primer pis, adossat a la façana E. La façana principal presenta, a la planta, un portal rectangular amb llinda de fusta i tres finestres amb llinda de fusta i reixa forjada; al cos de corts presenta dos portals rectangulars; al primer pis presenta tres finestres. La façana E (cos de corts) presenta quatre finestres amb muntants de pòrtland, i quatre més idèntiques al segon pis. La façana presenta un portal central d'arc escarser, i dues finestres quadrades laterals d'arc escarser, i un portal que dona al garatge; al primer pis un porxo central de dos badius i tres finestres laterals; al segon pis un porxo de tres badius i barana de ferro; el cos de corts, a la planta, presenta un portal central i dues finestres amb muntant de pòrtland i dues més al primer pis. La façana O presenta la planta i el primer adossats a la cambreria i al segon pis tres finestres.

## Història
Edifici del segle XVIII- XIX relacionat amb l'antic mas La Vila que probablement formava part dels 82 masos que existien en el municipi pels volts de 1340, segons consta en els documents de l'època. El trobem registrat en els fogatges de la "Parròquia i terme de Viladrau fogajat a 6 de octubre 1553 per Joan Masmiguell balle com apar en cartes 230", juntament amb altres 32 que continuaven habitats després del període pestes, on consta un tal "Carles Vila ". Els actuals propietaris no mantenen la cognominació d'origen, que perdurà fins a finals del segle passat.